# ロッキー・ジョンソン
ロッキー・ジョンソン（Rocky Johnson、出生名：Wayde Douglas Bowles、1944年8月24日 - 2020年1月15日）は、カナダ・ノバスコシア州出身のプロレスラー。生年は1941年、出身地はアメリカ合衆国ニューヨーク州またはワシントンD.C.と紹介されることもあった。
ソウルマン（Soulman）の異名を持つベビーフェイスの黒人スターとして、太平洋岸、南部、中西部、WWFなどアメリカ各地の主要テリトリーで活躍。ばねのある身体から繰り出す華麗な空中殺法で人気を博し、ドロップキックの名手として知られた。
義父（妻の父）はピーター・メイビア、息子はプロレスラーで俳優のドウェイン・ジョンソン。2008年にはWWE殿堂に迎えられた。

## 来歴
1964年にデビュー後、トロントのメープル・リーフ・レスリング、カルガリーのスタンピード・レスリング、バンクーバーのオールスター・レスリングなどカナダ各地を転戦。バンクーバーでは1967年4月3日、ドン・レオ・ジョナサンと組んでクリス・トロス&ジョン・トロスを破り、NWAカナディアン・タッグ王座を獲得、初戴冠を果たす。1969年11月にはトロントのメープル・リーフ・ガーデンにて、ビッグ・サ
カこと坂口征二とも対戦した。
その後はアメリカ西海岸のロサンゼルスに進出して、1970年1月16日にグレート小鹿からNWAアメリカス・ヘビー級王座を奪取。以降もフレッド・ブラッシーを相手にタイトルを争った。同年9月、日本プロレスに初来日し、第1回NWAタッグ・リーグ戦にアーニー・ラッドとの強力黒人コンビで出場。両者のサイズとファイトスタイルの相違点がBI砲と通じていたことから（ラッド＝ジャイアント馬場、ジョンソン＝アントニオ猪木）、「黒いBI砲」として優勝候補の筆頭と期待された。チームワークに難があり、決勝進出は果たせなかったものの、得意のドロップキックを武器に、スピーディーでキレのいいファイトを披露して大会を盛り上げた。
1971年からはサンフランシスコを主戦場に、義父となるピーター・メイビアやアール・メイナードとのタッグチームで活躍、パット・パターソン、スーパースター・ビリー・グラハム、ザ・ブルート、ラーズ・アンダーソンらと抗争した。フェイスターン後のパターソンとはタッグも組み、サンフランシスコ版のNWA世界タッグ王座を再三獲得、1973年11月6日にはキンジ渋谷&マサ斎藤を破り、同王座への4回目の戴冠を果たした。
1974年よりアメリカ南部に参戦、ジョージアでは同年12月6日、バディ・コルトからNWAジョージア・ヘビー級王座を奪取。アブドーラ・ザ・ブッチャーとも同王座を賭けた黒人同士の抗争を展開した。1975年はフロリダを主戦場に、7月31日にJ・J・ディロンからNWAフロリダTV王座を、同月および12月23日にはボブ・ループとカーティス・イヤウケアからNWAフロリダ・ヘビー級王座をそれぞれ奪取している。

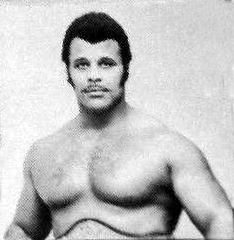
1975年

同年からはセントルイスのキール・オーディトリアムの定期戦にも再三出場して、ジャック・ブリスコのNWA世界ヘビー級王座やハーリー・レイスのNWAミズーリ・ヘビー級王座に挑戦する一方、ディック・ザ・ブルーザーやウイルバー・スナイダーとタッグを組み、ニック・ボックウィンクル、ブラックジャック・ランザ、バロン・フォン・ラシク、オックス・ベーカー、バリアント・ブラザーズなど、AWAやWWAのヒールとも対戦した。
1976年はテキサスの東部地区で活動、ダラスではホセ・ロザリオをパートナーに、3月3日にスタン・ハンセン&キラー・ブルックスからNWAテキサス・タッグ王座を奪取。日本でアントニオ猪木対モハメド・アリの異種格闘技戦が行われた6月25日（アメリカでの現地時間）には、ヒューストンでのクローズドサーキット興行にてテリー・ファンクのNWA世界ヘビー級王座に挑戦している。同年はテネシーのミッドアメリカ地区にも参戦し、11月1日にメンフィスにてジェリー・ローラーを破り、NWA南部ヘビー級王座を獲得した。
1977年よりフロリダに戻り、同年4月にブルーノ・サンマルチノを破りフロリダに乗り込んできたスーパースター・ビリー・グラハムのWWWFヘビー級王座に、8月から9月にかけて連続挑戦。9月19日にはペドロ・モラレスと組んでパット・パターソン&イワン・コロフからNWAフロリダ・タッグ王座を奪取。1978年にかけてはKKKギミックのキラー・カール・コックスを相手に遺恨試合を繰り広げ、テリー・ファンクからハーリー・レイスに移動したNWA世界ヘビー級王座にも再三挑戦した。
1980年1月、当時フロリダ地区との提携ルートを持っていた新日本プロレスに10年振りの再来日を果たす。1月6日の東京・福生大会にてアントニオ猪木とのシングルマッチも実現したが、バッドニュース・アレンと組んでの北米タッグ王座挑戦を目前に控えた試合（2月5日の愛知県体育館における、スタン・ハンセンと組んでの猪木&ストロング小林とのタッグマッチ）において、ハンセンのウエスタン・ラリアットの誤爆を受け負傷し、翌日のタイトル戦を欠場。これが最後の来日となった。日本とも縁の深いアメリカのメジャーテリトリーで活躍したにもかかわらず、来日回数はわずか2回と少なかった（1976年8月に全日本プロレスへの参戦が予定されていたが、当時の主戦場だったダラス地区で絶大な人気を獲得していたため、同地でのスケジュールを優先して中止になっている）。
1980年下期からはジム・クロケット・ジュニア主宰のNWAミッドアトランティック地区にて活動。スウィート・エボニー・ダイヤモンド（Sweet Ebony Diamond）なる覆面レスラーに一時的に変身して、マスクド・スーパースターとマスクマン同士の抗争を展開。一時的にフェイスターンしたスーパースターとはタッグを組み、リッキー・スティムボートやブラックジャック・マリガンとも共闘して、ジミー・スヌーカ、レイ・スティーブンス、ボビー・ダンカン、アイアン・シークなど、悪党マネージャーのジン・アンダーソン率いるヒール軍団と抗争、アメリカ再修行中の天龍源一郎やキム・ドクとも対戦した。1981年4月29日にはトーナメントの決勝でグレッグ・バレンタインを破り、空位となっていたTV王座を獲得している。
1982年は太平洋岸北西部のパシフィック・ノースウエスト・レスリングにて、アイスマン・キング・パーソンズをパートナーに、スタン・スタージャック、バディ・ローズ、マット・ボーン、デビッド・シュルツ、ディジー・ホーガンらと抗争。4月には同地区をサーキットしていたリック・フレアーのNWA世界ヘビー級王座に連続挑戦、7月15日にはリップ・オリバーからNWAパシフィック・ノースウエスト・ヘビー級王座を奪取した。
1983年よりニューヨークのWWFに参戦して、ドン・ムラコが保持していたインターコンチネンタル・ヘビー級王座に再三挑戦。同年8月より、トニー・アトラスとの黒人タッグチーム「ソウル・パトロール（The Soul Patrol）」を結成、11月15日にワイルド・サモアンズ（アファ&シカ）からWWFタッグ王座を奪取している。翌1984年に始まったWWFの全米侵攻サーキットにおいても、同王座を巡りディック・マードック&アドリアン・アドニスのノース・サウス・コネクションと抗争を展開した。同年にはボボ・ブラジルとのタッグチームも実現、サモアンズ（アファ&サムラ）やミスター・フジ&タイガー・チャン・リーと対戦している。WWFには王座陥落後も1985年上期までベテランのベビーフェイスとして出場し、ロディ・パイパー、ポール・オーンドーフ、カウボーイ・ボブ・オートン、ジェシー・ベンチュラ、ビッグ・ジョン・スタッド、ケン・パテラ、ニコライ・ボルコフ、アレックス・スミルノフ、アイアン・マイク・シャープ、ザ・スポイラー、ザ・ムーンドッグス（レックス&スポット）などのヒール勢と各地で対戦した。
WWF離脱後は、義父ピーター・メイビアの未亡人リア・メイビアが再興したハワイのポリネシアン・パシフィック・レスリングにて主力レスラー兼ブッカーとして活動。1987年には、かつて主戦場の一つとしていたテネシーのCWAに登場し、4月6日にソウル・トレイン・ジョーンズと組んでビッグ・ババ&ゴライアスからAWA南部タッグ王座を奪取。7月6日にはビル・ダンディーと組んでポール・ダイヤモンド&パット・タナカのバッド・カンパニーを破り、CWAインターナショナル・タッグ王座を獲得。これが現役最後の戴冠となり、以降は1990年代初頭まで、プエルトリコのWWCや古巣フロリダのインディー団体にゲスト出場していた。
引退後は2003年上期に、WWEのファーム団体OVWのトレーナーを務めていた。2008年3月にはピーター・メイビアと共にWWE殿堂に迎えられている。
2020年1月15日、75歳で死去。

## 得意技
- ドロップキック

飛型が美しく打点の高いドロップキックには定評があった。
- ジョンソン・シャッフル

デビュー前はボクシングに打ち込んでおり、その経験を活かした軽快なステップで左フックを速射砲のように繰り出し、最後は右ストレートで打ち倒すというのが定番のムーブだった。
- ボストンクラブ
- ブレーンバスター

## 獲得タイトル
チャンピオンシップ・レスリング・フロム・フロリダ
- NWAフロリダ・ヘビー級王座：3回[15]
- NWAフロリダ・ブラスナックル王座：2回[42]
- NWAフロリダTV王座：1回[14]
- NWAフロリダ・タッグ王座：1回（w / ペドロ・モラレス）[22]

ジョージア・チャンピオンシップ・レスリング
- NWAジョージア・ヘビー級王座：1回[12]
- NWAジョージア・タッグ王座：1回（w / ジェリー・ブリスコ）[43]
- NWAメイコン・タッグ王座：1回（w / ダニー・リトルベア）[44]

NWAビッグタイム・レスリング
- NWAテキサス・ヘビー級王座：2回[45]
- NWAテキサス・タッグ王座：1回（w / ホセ・ロザリオ）[18]

ミッドアトランティック・チャンピオンシップ・レスリング
- NWAミッドアトランティックTV王座：1回[31]

パシフィック・ノースウエスト・レスリング
- NWAパシフィック・ノースウエスト・ヘビー級王座：1回[33]
- NWAパシフィック・ノースウエスト・タッグ王座：2回（w / ブレット・ソイヤー、アイスマン・キング・パーソンズ）[46]

NWAハリウッド・レスリング
- NWAアメリカス・ヘビー級王座：2回[7]

NWAサンフランシスコ
- NWA USヘビー級王座（サンフランシスコ版）：1回[47]
- NWA世界タッグ王座（サンフランシスコ版）：6回（w / パット・パターソン×4、ペッパー・ゴメス×2）[11]

NWAデトロイト
- NWA世界タッグ王座（デトロイト版）：1回（w / ベン・ジャスティス）[48]

NWAオールスター・レスリング
- NWAカナディアン・タッグ王座（バンクーバー版）：1回（w / ドン・レオ・ジョナサン）[5]

NWAミッドアメリカ / CWA
- NWA南部ヘビー級王座（ミッドアメリカ版）：1回[20]
- AWA南部タッグ王座：2回（w / ジミー・バリアント、ソウル・トレイン・ジョーンズ）[38]
- CWAインターナショナル・タッグ王座：1回（w / ビル・ダンディー）[39]

WWF / WWE
- WWFタッグ王座：1回（w / トニー・アトラス）[35]
- WWE殿堂：2008年度（インダクターはザ・ロック）[3]

ポリネシアン・パシフィック・レスリング
- ポリネシアン・パシフィック・タッグ王座：2回（w / リッキー・ジョンソン）[3]